# 2016年リオデジャネイロオリンピックのメキシコ選手団
2016年リオデジャネイロオリンピックのメキシコ選手団（2016ねんリオデジャネイロオリンピックのメキシコせんしゅだん）は、2016年8月5日から8月21日にかけてブラジルのリオデジャネイロで開催された2016年リオデジャネイロオリンピックのメキシコ選手団、およびその競技結果。

## 概要
今大会は銀メダル3個、銅メダル2個の合計5個のメダルを獲得した。
近代五種男子ではイスマエル・エルナンデス・ウスカンガが銅メダルを獲得、メキシコ勢初のオリンピックの近代五種競技でのメダル獲得となった。

## メダル
| メダル | 選手名                               | 競技       | 種目          |
| ------ | ------------------------------------ | ---------- | ------------- |
| 銀     | マリア・ゴンサレス                   | 陸上       | 女子20km競歩  |
| 銀     | ヘルマン・サンチェス                 | 飛込       | 男子10m高飛込 |
| 銅     | ミサエル・ロドリゲス                 | ボクシング | 男子ミドル級  |
| 銅     | イスマエル・エルナンデス・ウスカンガ | 近代五種   | 男子          |
| 銀     | マリア・エスピノサ                   | テコンドー | 女子67kg超級  |